# Johngarthia weileri
Johngarthia weileri is een krabbensoort uit de familie van de Gecarcinidae. De wetenschappelijke naam van de soort is voor het eerst geldig gepubliceerd in 1912 door Sendler.